# Rosswood
Rosswood est un village situé dans le district régional de Kitimat-Stikine, dans le centre-ouest de la province canadienne de Colombie-Britannique. Il s'agit d'un village forestier d'environ 150 habitants fondé au début du XXe siècle.

## Administration et services
Rosswood et ses 150 habitants ne disposent pas d'administration municipale propre. Ils dépendent directement du district régional pour les services municipaux. Le village appartient à l'aire électorale C qui élit un des douze directeurs du district régional.
Rosswood dispose d'un centre communautaire qui comprend une salle des fêtes. Le village dispose aussi d'un camping et d'un magasin général.

## Situation
Rooswood s'étend du nord-est du lac de Kitsumkalum vers le nord en direction de la confluence de la rivière Kitsumkalsum ( un affluent de la Skeena) avec la rivière Cedar puis sur la rive est de cette dernière. Le village est constitué d'un habitat dispersé. Situé entre 150 et 200 m d'altitude, Rosswood est entouré de montagnes appartenant aux chaînons Kitimat dont le point culminant local est au mont Maroon, à 2 066 m d'altitude. Rosswood s'étend de part et d'autre de la route 113 du Nisga'a qui relie le village à Terrace, le chef-lieu du district régional, localisé à 37 km au sud.

## Histoire
Rosswood est réputé porter le nom d'Annie Ross, receveuse d'un éphémère bureau de poste auxiliaire entre 1912 et la fin de la première guerre mondiale. Avant le premier conflit mondial une vague de colons tente de s'établir sans succès dans la vallée. Dans les années 1920 et au début des années 1930, ils sont suivis par les prospecteurs miniers qui rencontrent quelques succès au mont Maroon et le long du torrent Douglas. Depuis la Seconde Guerre mondiale, les forestiers ont investi la région créant des routes forestières pour évacuer leurs grumes. Depuis 1984, la route forestière de la rive est du lac Kitsumkalum, reprise par le gouvernement provincial, est asphaltée.

## Note
1. ↑  BC geonames n'indique que 50 habitants.